# Комітет Верховної Ради України з питань запобігання і протидії корупції
́Комітет Верховної Ради України з питань запобігання і протидії корупції — колишній профільний комітет Верховної Ради України.
Створений Постановою Верховної Ради України 4-VI від 04 грудня 2007 р.
До грудня 2014 року мав назву Комітет з питань боротьби з організованою злочинністю і корупцією.

## Сфери відання
Комітет здійснює законопроєктну роботу, готує, попередньо розглядає питання, віднесені до повноважень Верховної Ради України, та виконує контрольні функції у таких сферах відання:
- боротьба з корупцією;
- боротьба з організованою злочинністю;
- відповідальність за легалізацію (відмивання) доходів, одержаних злочинним шляхом;
- боротьба з тероризмом.

## Склад VII скликання[1]
Керівництво:
- Чумак Віктор Васильович — Голова Комітету
- Москаль Геннадій Геннадійович — Перший заступник голови Комітету
- Джига Микола Васильович — Заступник голови Комітету
- Ярема Віталій Григорович — Заступник голови Комітету
- Табачник Яків Піневич — Секретар Комітету
- Гриценко Анатолій Степанович — Голова підкомітету з питань запобігання та протидії легалізації (відмиванню) доходів, одержаних злочинним шляхом
- Дерев'янко Юрій Богданович — Голова підкомітету з питань контролю за дотриманням законодавства у сфері боротьби з організованою злочинністю і корупцією органами державної влади та місцевого самоврядування
- Осуховський Олег Іванович — Голова підкомітету з питань міжнародного співробітництва у сфері боротьби з організованою злочинністю і тероризмом та протидії легалізації (відмиванню) доходів, одержаних злочинним шляхом
- Савчук Юрій Петрович — Голова підкомітету з питань боротьби з тероризмом
- Черняков Валерій Вікторович — Голова підкомітету з питань взаємодії з громадянським суспільством
- Коржев Анатолій Леонідович — Голова підкомітету з питань запобігання і протидії корупції

Члени:
- Шатворян Вілен Григорович[2]

## Склад VIII скликання[3]
Керівництво:
- голова Комітету — Соболєв Єгор Вікторович
- перший заступник голови Комітету — Савчук Юрій Петрович
- заступник голови Комітету — Береза Борислав Юхимович
- заступник голови Комітету — Гарбуз Юрій Григорійович
- заступник голови Комітету — Попов Ігор Володимирович
- заступник голови Комітету — Чумак Віктор Васильович
- секретар Комітету — Добродомов Дмитро Євгенович

Члени:
- Артюшенко Ігор Андрійович
- Барна Олег Степанович
- Дерев'янко Юрій Богданович
- Дунаєв Сергій Володимирович
- Ільюк Артем Олександрович
- Кривохатько Вадим Вікторович
- Ланьо Михайло Іванович
- Лещенко Сергій Анатолійович
- Луценко Ігор Вікторович
- Матейченко Костянтин Володимирович
- Мельничук Іван Іванович
- Мирний Іван Миколайович
- Осуховський Олег Іванович
- Парасюк Володимир Зіновійович
- Тимошенко Юрій Володимирович[4].

## Критика діяльності
Економіст Мар’ян Заблоцький оприлюднив звинувачення в тому, що голова Комітету Єгор Соболєв влаштовує на засіданнях «абсурд і профанацію», хамить, а працівники секретаріату заробляють на хабарах.
Проте це могла бути зааганжована критика. На думку журналістів порталу «Наші гроші», Мар’ян Заблоцький виступив на захист корупційного законопроєкту №1159. Також на момент оприлюднення своїх звинувачень він працював аналітиком Української аграрної асоціації, очолюваною Володимиром Макаром – юристом із групи Андрія Портнова.